# Molestando a los vecinos
Molestando a los vecinos es el nombre de un disco grabado en directo por el grupo Koma. Fue lanzado en 2001, y es el quinto trabajo de la banda.

## Canciones
CD1
1. Menos mal
2. Mi jefe
3. Jack queen Jack
4. Sé dónde vives
5. Tío Sam
6. La revolución
7. El pobre
8. Un plan criminal
9. A ostia limpia

CD2
1. Caer
2. Un país bananero
3. Das pena
4. Cuánto cantautor
5. El infarto
6. Marea gora
7. El marqués de Txorrapelada
8. Aquí huele como que han fumao
9. Bienvenidos a degüelto

## Colaboraciones
- Aitor Gorosabel (Su ta Gar) en Marea Gora.
- Alfredo y El Drogas (Barricada) en Aquí huele como que han fumao.
- Kutxi Romero (Marea) en Bienvenidos a Degüelto.

- Datos: Q6020886